# Du Tour

Geslachtswapen (1820)

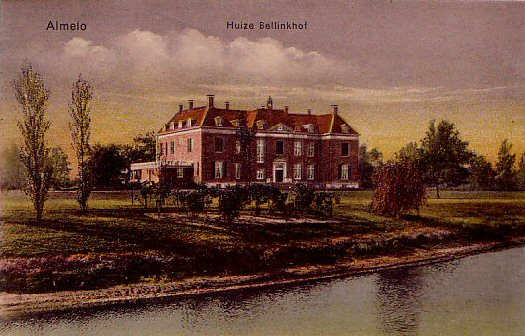
Bellinckhof omstreeks 1923

Du Tour (ook: du Tour van Bellinchave) was een van oorsprong Frans, later Nederlands geslacht waarvan leden sinds 1814 tot de Nederlandse adel behoren. De Nederlandse adellijke tak is in 1984 uitgestorven.

## Geschiedenis
De stamreeks begint met Martial du Tour, heer van La Pomerède, enz. die raad was van koning Hendrik IV van Frankrijk. Zijn zoon David du Tour (1580-1625) werd officier in Statendienst en de stamvader van de in de Nederlanden gevestigde tak. Zijn zoon Markus du Tour (1624-1672) was betrokken bij de stichting van de Bibliotheca Thysiana. De kleinzoon van Markus was Onno Boldewijn  du Tour, die in 1711 in het gevolg was van Johan Willem Friso toen die bij Moerdijk verdronk.
Een nazaat, kolonel David Constantijn du Tour (1713-1785) trouwde in 1758 met Golda Catharina Elsebé Everdina van Bellinchave, vrouwe op Bellinckhof (1728-1793) waardoor de havezate in bezit van de familie du Tour kwam en nageslacht zich du Tour van Bellinchave ging noemen.
Bij Souverein Besluit van 28 augustus 1814 werden leden van het geslacht erkend als Edelen van Friesland, even later gevolgd door benoeming in ridderschappen (1814 en 1825). In 1820 werd voor de leden van het geslacht de titel van baron erkend. Met Amalia Louisa Petronella barones du Tour (1888-1984) stierf het Nederlandse adellijke geslacht uit.

## Enkele telgen
- Jacob Adriaan du Tour (1734-1780), grietman
- Marc Cornelis Willem baron du Tour van Bellinchave (1764-1850), Eerste Kamerlid
- Marc Willem baron du Tour van Bellinchave (1835-1908), minister